# Cea mai fericită fată din lume
Cea mai fericită fată din lume este un film de lung metraj, realizat în 2009, debutul regizoral de lung metraj al lui Radu Jude.

## Acțiune
O fată de liceu din „provincie”, Delia Cristina Frățilă, interpretată de Andreea Boșneag, câștigă un autoturism scump, în urma participării la un concurs de băuturi răcoritoare. Fericită, ajunge împreună cu părinții ei, la București, pentru a i se înmâna premiul. Pentru a demonstra că este o persoană adevărată, care va intra în posesia acestui premiu valoros, va trebui să filmeze reclama unei băuturi răcoritoare, realizată de aceeași firmă, interpretând rolul de a fi ea însăși, profund satisfăcută de calitatea băuturii. 
Delia dorește să țină autovehiculul pentru ea, dar părinții fetei au o cu totul altă dorință; ei ar vrea să vândă autoturismul câștigat de fata lor pentru a ieși dintr-un impas financiar și/sau pentru a porni o afacere. Conflictul care apare între părinții Deliei și fata lor este inerent și inevitabil.

## Premii și nominalizări
La Festivalul Internațional de Film de la Berlin, a avut loc premiera mondială a filmului de debut (în lumea filmului de lung metraj) a regizorului Radu Jude, Cea mai fericită fată din lume. Cu această ocazie filmul a primit Premiul CICAE (C.I.C.A.E - Confédération Internationale des Cinemas d'Art et d'Essai).
Actrița-elevă, Andreea Boșneag, a fost recunoscută și premiată la Gala Premiilor Gopo din 2010 pentru rolul său de debut din filmul Cea mai fericitã fatã din lume, filmul unui alt debut, cel al regizorului Radu Jude.
La Festivalul de film de Wiesbaden, goEast, Andreea Boșneag a fost premiată cu Premiul special goEast, pentru același rol, rolul Delia Cristina Frățilă, din același film, Cea mai fericită fată din lume, regia Radu Jude.
La data castingului (Andreea fusese aleasă din circa 1.000 de candidate) și a filmărilor, tânara actriță era încă elevă din liceu.

## Distribuție
- Andreea Boșneag - Delia Cristina Frățilă
- Vasile Muraru - domnul Frățilă
- Violeta Haret-Popa - doamna Frățilă
- Andi Vasluianu - cameramanul filmului de reclamă
- Diana Gheorghian - producătoarea filmului de reclamă
- Luminița Stoianovici - Gabi, machieuză
- Șerban Pavlu - regizorul reclamei
- Bogdan Marhodin - Viorel
- Doru Cătănescu - domnul Arvunescu
- Alexandru Georgescu - clientul.                                                                * Marian Andreescu - electrician echipa reclamei